# Natalie Mastracci
Natalie Mastracci, född den 5 juni 1989 i Welland i Kanada, är en kanadensisk roddare.
Hon tog OS-silver i åtta med styrman i samband med de olympiska roddtävlingarna 2012 i London.